# UECP
Mit UECP wird das Universal Encoder Communication Protocol bezeichnet. Es dient der digitalen Kommunikation und Steuerung zwischen einem Sendestudio eines Hörfunksenders und den betriebenen UKW-Sendern. 
Im September 2006 erschien das RDS Universal Encoder Communication Protocol (RDS: Radio Data System) in der Version 6.02 als Veröffentlichung SPB490 des RDS-Forums, der Vereinigung der RDS-Benutzer. Die Version 6.02 ist abwärtskompatibel zur Version 5.1 vom 22. August 1997, die hiermit um zusätzliche ODA-Nachrichtenelelementbefehle ergänzt wurde.
Rundfunkanstalten und Betreiber von Sendernetzen streben die Harmonisierung der RDS-Encoder-Übertragungsprotokolle an, um RDS-Sendesysteme zu vereinheitlichen und austauschbar machen zu können. Das würde für die Senderbetreiber die Auswahl unter den Komponenten am Markt erhöhen und somit die Kosten durch den Wettbewerb senken. Auch für die Hersteller würde die Austauschbarkeit von z. B. RDS-Encodern oder RDS-Netzwerk-Servern bedeuten, dass, zusammen mit den eigenen Produkten, aus einem größeren Angebot besser angepasste und individuellere Lösungen für die Rundfunkanstalten und die Betreiber von Sendernetzen geschaffen werden könnten.
Die meisten Protokolle haben ähnliche funktionale Elemente, die sich aber abhängig von der Umgebung, in der sie betrieben werden, entscheidend in der Funktion unterscheiden. Struktur, Funktion und Adressierung der betrachteten Netze und die Datenstrukturen innerhalb der einzelnen Encoder unterscheiden sich oft deutlich. Daher geht die Spezifikation SBP490 von vereinheitlichten Voraussetzungen für die Encoder und die Umgebungsbedingungen aus.
Die Spezifikation beschreibt diese vereinheitlichten Modelle und ein universelles, schichtbasiertes  Protokoll. Dieses Protokoll beruht auf den ISO/OSI-Empfehlungen, die alle aktuellen, in der IEC/EN 62106:2000 Spezifikation beschriebenen Eigenschaften des RDS-Systems umfassen. Außerdem kann UECP auch neue Entwicklungen, wie z. B. ODA, abdecken, sofern sie vorher standardisiert wurden. ODA (Open Data Application) wird u. a. benutzt, um Radiotext plus und TMC-Verkehrsinformationen zu übertragen.
Das beschriebene, vereinheitlichte Encoder-Modell und die beschriebenen Protokolle bieten auch eine Vorlage, nach der neue Produkte eingeführt werden können. Ein neuer Encoder oder Netzwerkserver muss nicht alle Funktionen haben, die beschrieben und möglich sind. Aber die benutzten Funktionen müssen den UECP-Spezifikationen entsprechen.
Das UECP deckt die Anforderungen von großen und kleinen RDS-Datennetzwerken ab, es erlaubt die Kommunikation zwischen den Komponenten in einer oder in beide Richtungen, auch angeforderte und spontane Antworten der beteiligten Komponenten sind möglich. Dies erfordert eine schichtweises Herangehen an die Netzwerkadressierung für Standort, Encoder und Funktionsauswahl. Ein anpassbares Rahmenformat mit eindeutig bestimmten Start- und Stop-Bytes wird dafür benutzt. Komprimierung findet vor der Netzwerkübertragung statt.
UECP Nachrichten werden in folgende neun Kategorien eingeteilt:
- RDS Nachrichtenbefehle (RDS message commands)
- Transparente Datenbefehle (transparent data commands)
- Funkrufbefehle (paging commands)
- Befehle zum Steuern und Setzen der Zeit (Clock setting and control)
- RDS Einstellung und Steuerung (RDS adjustment and control)
- ARI Einstellung und Steuerung (ARI adjustment and control; ARI: Autofahrer-Rundfunk-Information)
- Steuerung und Einrichtungsbefehle (Control and set-up commands)
- Interaktive Befehle zur Fernbedienung und Ferneinstellung (bidirectional commands (remote configuration commands))
- spezielle Nachrichtenbefehle (specific message commands)

In der letzten Kategorie sind spezielle Befehle mit einer Herstellerkennung möglich. Die Herstellerkennung ist beim RDS Forum erhältlich.

## Inhaltsübersicht
In der UECP-Spezifikation wird folgendes beschrieben (Auszug aus dem Inhaltsverzeichnis):
- Umgebungsmodell
  - Adressierungsmethode für Geräte
- Encoder-Modell
  - Software-Modell
  - Hardware-Modell
- Übertragungsmodi
  - Übertragung in eine Richtung
  - Übertragung in beide Richtungen mit erwarteter Antwort
  - Übertragung in beide Richtungen mit spontaner Antwort
- Protokollbeschreibung
  - physikalische Ebene
  - Verbindungsebene
  - Nachrichtenfeldformat
  - Nachrichtenfelder
  - Beschreibung der Datenbehandlung
- Nachrichtenbeschreibung
  - Liste aller zulässigen Befehle
  - Befehlsformat
  - Befehlsübersicht
- Anhang
  - Prüfsummenverfahren
  - Glossar
  - Abkürzungsübersicht
  - Übersicht über Hersteller und Senderbetreiber für die herstellerspezifischen Befehle
  - Übersicht der RDS-Nachrichtenbefehle
  - Änderungsübersicht für diese Spezifikation